# Malimbosa lamperti
Genre
Espèce
Synonymes
- Tarentula lamperti Strand, 1906

Malimbosa lamperti, unique représentant du genre Malimbosa, est une espèce d'araignées aranéomorphes de la famille des Lycosidae.

## Distribution
Cette espèce se rencontre en Afrique de l'Ouest.

## Description
La femelle holotype mesure 12 mm.

## Étymologie
Cette espèce est nommée en l'honneur de Kurt Lampert (1859−1918).

## Publications originales
- Strand, 1906 : Tropischafrikanische Spinnen des Kgl. Naturalien-kabinetts in Stuttgart. Jahreshefte des Vereins für Vaterländische Naturkunde in Württemberg, vol. 62, p. 13-103 (texte intégral).
- Roewer, 1960 : Araneae Lycosaeformia II (Lycosidae). Exploration du Parc National de l'Upemba Mission G.F. de Witte, vol. 55, p. 519-1040.